# Albert Delwarte
Albert Delwarte est un homme politique socialiste belge, né le 18 novembre 1847 à Fayt-lez-Manage (Belgique) et mort le 18 mars 1913 à Braddock en Pennsylvanie. Ouvrier verrier de formation, il fut l'un des pionniers du mouvement socialiste francophone : ancien de l’Internationale, membre éminent de l’Association internationale des travailleurs et de la libre-pensée Belgique, il fut l’un des fondateurs de la Chevalerie du travail belge. Il va contribuer au réveil des consciences et relancer la lutte politique au pays de Charleroi. Il franchit le pas entre libéralisme progressiste et socialisme. Il était également franc-maçon.

## Famille
Marié et père de famille, il a pour fils notamment Zénobe Delwarte, membre du Parti socialiste américain et du Grand Conseil national de la Fédération américaine des droits humains.

## Vie politique
À 20 ans, en 1867, il rejoint l'Association internationale des travailleurs de Heigne-Jumet. À la même époque, il collabore au journal L'Internationale de César De Paepe, et constitue le Groupe d’études de l’Internationale et créa d'ailleurs de nombreuses nouvelles sections. Il rejoint un groupe libre-penseur, les "Rationalistes de Lodelinsart", spécialisé dans les enterrements civils, thématique importante du combat progressiste.
En 1871, il fonde avec d’autres le Cercle des droits de l’homme à Lille. Il revient un an plus tard en Belgique pour cause de maladie. Cette même année une grève des mineurs dite " de la liberté" éclate, et Albert Delwarte est sollicité pour y apporter sa contribution : il parvient à obtenir une entrevue avec le roi Léopold II, qu'une délégation de mineurs put rencontrer afin d'exposer ses réclamations. Ceci fut soldé par une victoire des mineurs.
Delwarte fut un militant dynamique et prolifique : il participa à la création ou à la réorganisation de nombreuses organisations et associations, notamment la Maison de Courcelles, le Phare de Jumet, la Libre-pensée de Montigny-sur-Sambre et de Gilly, et l'Union des mineurs.
En 1876, il s'envole pour le Brésil avec pour objectif d'y 'implanter une coopérative verrière. Ce fut un échec, et il revint en Belgique en 1878. Cette même-année, il créa l'Indépendante de Charleroi et est élu président de la Fédération rationaliste du bassin de Charleroi. Il fonda en 1882 deux nouvelles associations : l'Association des rationalistes progressistes de l'arrondissement de Charleroi, qui constitue un premier pas vers la création d'un parti socialiste dans l'arrondissement de Charleroi, réclament des réformes sociales et économiques : suffrage universel, impôt sur le revenu, instruction gratuite, obligatoire et laïque. Il créa également l'Union verrière le 1er avril, sur l'exemple des Knight of Labour of America..
En 1884, il réorganise l'Union verrière et en fait la Fédération des verriers à vitres, dont il sera élu secrétaire en 1884, 1888 et 1889. Durant cette période, il fonda de nombreuses loges de la Chevalerie du travail. Via cette organisation, il éveille les consciences du prolétariat et Charleroi connait enfin une ébauche d'organisation syndicale.
Il est arrêté et emprisonné un cours laps de temps en 1886 car on le pense à l'origine de violentes grèves secouant le pays de Charleroi. Le 3 octobre de la même année, il fonde avec Rucloux la Fédération des ligues ouvrières du bassin de Charleroi.
En 1887, il fonde avec des amis la société coopérative de Jumet, l'Eureka. Il tenta en 1889 de fonder un journal, le Bourdon, mais celui ne paru que 13 fois avant de disparaître.
En 1891, il rejoint son fils Zénobe en Pennsylvanie. Excepté quelques retours en Belgique, il resta y vivre et co-fonda une société rationaliste et une section francophone affiliée au Parti socialiste ouvrier de De Leon en 1896. Il se consacra alors au renforcement de la Fédération maçonnique du droit humain.
Albert Delwarte fit un dernier voyage en Belgique en 1907 avant de tomber malade l’année suivante. À demi-paralysé, il rédige cependant « une longue analyse à la fois historique et technique de l’évolution de l’industrie du verre à vitre qui fut publiée sous la forme d’une série de 24 articles par L’Union des travailleurs en 1910-11. Il meurt le 18 mars 1913 et sera incinéré (fidèle à ses convictions rationalistes). La cérémonie eut lieu le 20 mars. L’hommage fut rendu par beaucoup de personnalités politiques, notamment des francs-maçons. Une rue de la commune de Lodelinsart (Charleroi) porte son nom.